# Marco Histórico Nacional no Delaware
A lista de Marco Histórico Nacional no Delaware contem os marcos designados pelo Governo Federal dos Estados Unidos para o estado norte-americano do Delaware.
Existem 14 Marcos Históricos Nacional (NHLs) no Delaware. Eles estão distribuídos nos 3 condados do estado. O primeiro marco do Delaware foi designado em 20 de janeiro de 1961 e o mais recente em 23 de dezembro de 2016.

## Listagem atual
Para manter a consistência, os registros são ordenados aqui conforme listados no programa NHL.
Legenda:
| NRHP | Registro Nacional de Lugares Históricos |
| NHL  | Marco Histórico Nacional                |
| NHLD | Distrito Histórico Nacional             |
| HD   | Distrito Histórico                      |
| NHS  | Local Histórico Nacional                |
| NMEM | Memorial Nacional dos EUA               |
| NMON | Monumento Nacional dos EUA              |
| NHP  | Parque Histórico Nacional dos EUA       |
| NMP  | Parque Nacional Militar dos EUA         |

| [ 2 ] | Nome                                           | Imagem | Inclusão                         | Localidade e coordenadas                                                                           | Condado    | NHLS      | Observações |
| ----- | ---------------------------------------------- | ------ | -------------------------------- | -------------------------------------------------------------------------------------------------- | ---------- | --------- | --- |
| 1     | Aspendale                                      |        | 15 de abril de 1970 (54 anos)    | 1,6 km a oeste de Kenton, na DE 300 39° 13′ 15″ N, 75° 41′ 12″ O                                   | Kent       | 70000170  | Casa e pequena plantação, intacta desde 1771.                                                                                            |
| 2     | Jacob Broom House                              |        | 2 de dezembro de 1974 (50 anos)  | 1,6 km a noroeste de Wilmington, em Montchanin 39° 47′ 09,99″ N, 75° 39′ 44,01″ O                  | New Castle | 74000602  | Casa do delegado da convenção constitucional Jacob Broom. Esta casa histórica está perto de Brandywine Creek. Faz parte do Museu Hagley. |
| 3     | Corbit-Sharp House                             |        | 24 de dezembro de 1967 (57 anos) | Main e 2nd Streets, Odessa 39° 27′ 15″ N, 75° 39′ 24″ O                                            | New Castle | 67000004  | |
| 4     | John Dickinson House                           |        | 20 de janeiro de 1961 (64 anos)  | Kitts Hummock Road, sudeste de Dover 39° 06′ 10″ N, 75° 26′ 58″ O                                  | Kent       | 66000258  | |
| 5     | Eleutherian Mills                              |        | 13 de novembro de 1966 (58 anos) | Delaware 141 na Ponte Brandywine Creek, Wilmington                                                 | New Castle | 66000259  | |
| 6     | Forte Christina                                |        | 5 de novembro de 1961 (63 anos)  | Seventh Street no Rio Christina, Wilmington 39° 44′ 13,64″ N, 75° 32′ 18,46″ O                     | New Castle | 66000260  | |
| 7     | (Antiga) Igreja (Sueca) da Santíssima Trindade |        | 5 de novembro de 1961 (63 anos)  | Seventh e Church Streets, Wilmington 39° 44′ 18,14″ N, 75° 32′ 26,48″ O                            | New Castle | 66000261  | |
| 8     | Escola Secundária Howard                       |        | 5 de abril de 2005 (19 anos)     | Wilmington 39° 44′ 47,6″ N, 75° 32′ 29,6″ O                                                        | New Castle | 85000309  | |
| 9     | Lightship LV-118                               |        | 14 de junho de 2011 (13 anos)    | Lewes--Rehoboth Canal entre Shipcarpenter e Mulberry Streets, Lewes 38° 46′ 40,5″ N, 75° 08′ 28″ O | Sussex     | 89000006  | |
| 10    | Lombardy Hall                                  |        | 2 de dezembro de 1974 (50 anos)  | Concord Pike, Wilmington 39° 46′ 52,99″ N, 75° 32′ 41,02″ O                                        | New Castle | 72000292  | |
| 11    | Distrito Histórico de New Castle               |        | 24 de dezembro de 1967 (57 anos) | New Castle                                                                                         | New Castle | 67000003  | Capital da colônia do Delaware de 1651 a 1761, possui arquitetura bem preservada.                                                        |
| 12    | Palácio da Justiça de New Castle               |        | 28 de novembro de 1972 (52 anos) | Delaware Street, entre 2nd e 3rd Streets, New Castle 39° 39′ 35″ N, 75° 33′ 49″ O                  | New Castle | 72000285  | Documentação atualizada em 31 de julho de 2003. Anteriormente nomeado Antigo Palácio da Justiça.                                         |
| 13    | George Read II House                           |        | 23 de dezembro de 2016 (8 anos)  | New Castle 39° 39′ 35″ N, 75° 33′ 41″ O                                                            | New Castle | 100000872 | |
| 14    | Stonum                                         |        | 7 de novembro de 1973 (51 anos)  | New Castle 39° 39′ 38,97″ N, 75° 34′ 38,01″ O                                                      | New Castle | 73000524  | |

## Áreas históricas do NPS no Delaware
Não existe nenhum parque histórico nacional ou outra área administrada pelo Serviço Nacional de Parques no Delaware.